# Кристенсен, Кристиан Боммелунн
Кристиан Боммелунн Кристенсен (дат. Christian Bommelund Christensen; род. 3 августа 1989, Брённбюэстер, Копенгаген) — датский футболист и игрок в мини-футбол. Защитник клуба ЯБ и сборной Дании по мини-футболу. В 2018 году сыграл 1 матч за сборную Дании по футболу.

## Карьера в сборной
Выступал за сборную Дании по мини-футболу.
В 2018 году между датским футбольным союзом и ассоциацией датских футболистов произошёл конфликт. Стороны не смогли подписать партнёрское соглашение (действие предыдущего закончилось ещё 1 августа), из-за разногласий по использованию имиджевых прав игроков сборной. В итоге футболисты объявили бойкот федерации и отказались выходить на товарищеский матч против сборной Словакии, их поддержали и другие профессиональные футболисты, которые также отказались от вызова в сборную. 4 сентября на сайте датского футбольного союза был опубликован новый состав из 24 футболистов, куда вошёл и Кристиан Кристенсен. На следующий день Кристенсен появился на поле на 84-й минуте, заменив Расмуса Гаудина. Матч закончился со счётом 0:3 в пользу Словакии.

## Статистика

### Матчи Кристенсена за сборную Дании
| Матчи Кристенсена за сборную Дании | Матчи Кристенсена за сборную Дании | Матчи Кристенсена за сборную Дании | Матчи Кристенсена за сборную Дании | Матчи Кристенсена за сборную Дании | Матчи Кристенсена за сборную Дании |
| ---------------------------------- | ---------------------------------- | ---------------------------------- | ---------------------------------- | ---------------------------------- | ---------------------------------- |
| №                                  | Дата                               | Соперник                           | Счёт                               | Голы Кристенсена                   | Соревнование                       |
| 1                                  | 5 сентября 2018                    | Словакия                           | 0:3                                | —                                  | Товарищеский матч                  |

Итого: 1 матч / 0 голов; 0 побед, 0 ничьих, 1 поражение.